# Gajluny (okręg olicki)
Gajluny (lit. Gailiūnai) − wieś na Litwie, zamieszkana przez 404 ludzi, w rejonie druskienickim, 3 km od Druskienik.